# Grand Theft Parsons
Grand Theft Parsons è un film del 2003 diretto da David Caffrey.
Pellicola basata sull'episodio realmente accaduto del trafugamento del cadavere del musicista country rock Gram Parsons, morto per overdose nel 1973, dall'aeroporto di Los Angeles. Parsons e il suo road manager, Phil Kaufman, avevano fatto un patto secondo il quale il primo dei due a morire avrebbe dovuto essere cremato dall'altro all'interno del Parco nazionale del Joshua Tree, una zona desertica amata da entrambi.

## Trama
La morte del cantante Gram Parsons porta Phil Kaufman ad adempiere alle ultime volontà dell'amico contro il parere della di lui famiglia. Kaufman ruba la bara dall'aeroporto di Los Angeles dove era in procinto di essere spedita a New Orleans per il funerale, e per far ciò si avvale della complicità del riluttante hippy Larry Oster-burg, ed inizia una folle corsa nel deserto della California diretto a Joshua Tree inseguito dalla polizia, dal patrigno di Parsons, e dalla cinica ex fidanzata del musicista interessata solo all'eredità.

## Accoglienza
Grand Theft Parsons venne presentato al Sundance Film Festival del 2004 nella sezione "Park City at Midnight".
Il film ricevette recensioni miste dalla critica, con la maggior parte delle osservazioni negative rivolte al tono un po' troppo da black comedy dell'opera e alle imprecisioni della storia. Nella sua recensione per il Los Angeles Times, Kevin Crust trovò la performance d'attore di Johnny Knoxville "sorprendentemente buona", ma fece notare come la sceneggiatura lasciasse un po' a desiderare, cosparsa com'era di dialoghi piatti e sciatti, con alcuni personaggi inventati che rendono gli eventi rappresentati "più sciocchi che anarchici".

## Curiosità
- Nel finale del film, il vero Phil Kaufman fa un cameo nel ruolo di un criminale ammanettato portato via da un agente fuori dal commissariato dove i due protagonisti stanno per costituirsi.
- Nella realtà a rubare il corpo di Parsons furono Phil Kaufman e Michael Martin (assistente e amico del musicista), e non Kaufman e l'hippie Larry Oster-burg, che è un personaggio del tutto inventato. Inoltre il personaggio di Barbara è evidentemente ispirato a Gretchen Burrell, moglie di Parsons con la quale il musicista era separato e in via di divorzio al momento della morte.